# Finalen av Svenska cupen i fotboll 1980/1981
Finalen av Svenska cupen i fotboll 1980-81 gick av stapeln den 7 maj 1981 på Råsunda i Stockholm. Lagen som möttes var Kalmar FF och IF Elfsborg. 
För Kalmar FF var detta den andra finalen för laget någonsin den första var en finalförlust mot MFF 1978.  För Elfsborg var det likadant, detta var den andra finalen och den första utgjordes också den av en förlust, då mot GAIS 1942. 
Publiksiffran var 2 245.

## Slutresultat
Kalmar FF vann med 4-0. 
Målskyttar:
- 1-0 Thomas Sunesson
- 2-0 Johny Erlandsson
- 3-0 Tony Persson
- 4-0 Nanne Bergstrand då med namnet Kurt-Arne